# Удгюн
Удгюн (азерб. Üdgün) — село в одноименном административно-территориальном округе Зангеланском районе Азербайджана.

## География
Село Удгюн находится в предгорной территории.  

## Топоним
Населенный пункт был заселен семьями из Карабаха и Южного Азербайджана. По местным данным, прежнее название села — Гюдгюн, связан с кочевым образом жизни.

## История
В 1993 году в ходе Карабахской войны село перешло под контроль непризнанной НКР. Согласно резолюции СБ ООН считалось оккупированным армянскими силами.
21 октября 2020 года президент Азербайджана Ильхам Алиев объявил, что «азербайджанская армия освободила от оккупации» село Удгюн.